# 若拉夫卡
50°16′43″N 32°3′20″E / 50.27861°N 32.05556°E
若拉夫卡（烏克蘭語：Жоравка）是位於烏克蘭北部的村莊，由基辅州鲍里斯皮尔区的亞霍滕市鎮負責管轄。該村始建於1685年，面積3平方公里，海拔高度124米，2001年人口1,075，人口密度每平方公里225人。